# ميغيل تيليس أنتونيس
الدكتور ميغيل تيليس أنتونيس (من مواليد 11 يناير 1937 في لشبونة) هو أكاديمي برتغالي مشهور وسام الأمير هنري وهو متخصص في علم الأحياء القديمة وعلم آثار الحيوان والجيولوجيا. أنتونيس عضو بارز في العديد من المؤسسات، منها أكاديمية لشبونة للعلوم، وجامعة نوفا لشبونة، ومتحف لوريني للأثنولوجيا والآثار .
اسم أنتونيس من الأسماء التي أطلقت كأسماء علمية لأنواع متعددة، من الديناصورات إلى الحشرات، بسبب تفوقه في مجال علم الحفريات وعلم الآثار، وأبرزها هو (Lourinhanosaurus antunesi) وهو ديناصور من وحشيات الأرجل من أواخر العصر الجوراسي .

## المسيرة المهنية
أنتونيس هو عضو بارز في أكاديمية لشبونة للعلوم (أبرز مجتمع علمي في البرتغال) ويشغل أنتونيس منصب مدير متحف ماينس التابع للأكاديمية.
أنتونيس أستاذ بجامعة نوفا في لشبونة، حيث شغل سابقًا منصب رئيس قسم العلوم والتكنولوجيا فيها.
يخدم أنتونيس كمنسق وعضو في مجلس إدارة متحف لورينها للأثنولوجيا والآثار.

## أنواع سميت باسم أنتونيس
سميت العديد من الأنواع (كلها منقرضة) باسم أنتونيس، منها:
- Lourinhanosaurus antunesi نوع منقرض من وحشيات الأرجل من العصر الجوراسي.
- Paragaleus antunesi نوع منقرض من قرش ابن عرس.
- Cytherella antunesi نوع من الصدفيات المنقرضة.
- Diacodexis antunesi حيوان ثديي منقرض.
- Fluviatilavis antunesi طائر منقرض من الإفجيجيات.
- Echinolampus antunesi نوع منقرض من شوكيات الجلد.
- Gyraulus antunesi نوع من الرخويات المنقرضة.
- Equus caballus antunesi سلالات منقرضة من الخيول.

## الحياة الشخصية
وُلد ميغيل كارلوس فيريرا تيليس أنتونيس في لشبونة في البرتغال في 11 يناير 1937.
في 30 يناير 1965، تزوج من ماريا سالومي سواريس بايس تيليس أنتونيس، الأمين العام لأكاديمية لشبونة للعلوم وأمين الدرجة الأكاديمية للأدب، أعلى هيئة إدارية لغوية في البرتغال.[بحاجة لمصدر] ولديهما طفلان: هيلينا، دكتوراه في الطب والجراحة وباحثة في أمراض القلب، وآنا إيزابيل، عازفة بيانو بارزة مرتبطة بجامعة نيويورك وأكاديمية لشبونة أمادوريس للموسيقى.